# Wapen van Nandrin

Wapen van Nandrin

Het wapen van Nandrin is het gemeentelijke wapen van de Luikse gemeente Nandrin. Het wapen werd in 1999 toegekend en is sindsdien niet gewijzigd.

## Geschiedenis
Omdat geen van de fusiegemeenten die in 1977 samen Nandrin vormden een eigen wapen voerden, moest de nieuwe gemeente een nieuw wapen kiezen. De gemeente koos voor een wapen dat is afgeleid van dat van de familie Corswarem. Deze familie had het gebied rondom Nandrin gedurende de middeleeuwen in eigendom en had als wapen een schild van hermelijn met twee rode dwarsbalken. De gemeente gebruikt een afgeleid wapen met een gouden barensteel. Het wapen werd op 30 april 1999 officieel aan de gemeente toegekend.

## Blazoenering
De blazoenering luidt als volgt:
D'hermine à deux fasces de gueules brisé d'un lambel d'or.

Van hermelijn twee balken van keel gebroken met een barensteel van goud.
De kleur hermelijn bestaat uit een witte achtergrond met daarop zwarte "hermelijnstaartjes". Over dit geheel zijn twee rode banen geplaatst en over de bovenste rode baan een gouden barensteel (een dunnere en kortere dwarsbalk) met drie hangers. Het wapen heeft geen externe versieringen zoals een kroon of schildhouders.